# معرض الإلكترونيات الاستهلاكية
معرض اللإلكترونيات الاستهلاكية (بالإنجليزية: International Consumer Electronics Show CES)‏ هو معرض تجاري يُفتح كل عام في كانون الثاني في لاس فيغاس، نيفادا، وترعاه جمعية صانعي الإلكترونيات الاستهلاكية. وهو معرض تجاري لا يفتح للعامة. في هذا المعرض تُعرض عيّنات من المنتجات المتقدمة للشركات ويُعْلن عن منتجات مستقبلية سيتم إنتاجها. ويقوم المعرض في مركز لاس فيغاس للمعارض وبالإضافة إلى ذلك يوجد مواقع أخرى مخصصة لتخصصات معينة. ويعتبر هذا المعرض أكبر معارض التكنلوجيا بعد ما تم إلغاء معرض كومدكس (COMDEX).

## تاريخ المعرض
- عقد هذا المعرض لأول مرة في حزيران 1967 في نيويورك، وكان عدد الحضور 17500 وأكثر من 100 من العارضين حيث لاقى المعرض نجاح كبير.
- من عام 1978- 1994 تقرر عقد المعرض مرتين في السنة، الأولى في كانون الثاني في لاس فيغاس المعروفة باسم الدورة الشتوية، والثانية في حزيران في شيكاغو، إلينوي، المعروفة باسم الدورة الصيفية
- في عام 1998، تقرر تحويل المعرض إلى دورة واحدة في السنة بعد فشل الدورات الثلاث الصيفية السابقة وتقرر تثبيت لاس فيغاس كموقع لما اثبته الدورات السابقة من نجاح ومنذ ذلك الحين يقام المعرض فيها كل عام.

## أقسام المعرض
تكون المعرض من ثلاث اقسام رئيسية
الصالة المركزية وتحوي شركات الإلكترونيات الرئيسية الكبرى
الصالة الجنوبية تحوي الانطمة الصوتية للسيارات والأنظمة الصوتية الصغيرة وجميع ملحقاتها
الصالة الشمالية وتحوي الهواتف النقالة والكمبيوترات اللوحية وشركات الكمبيوتر بما يتبعها من ملحقات

## المشاركون بالمعرض
كبرى شركات الإلكترونيات حول العالم ومن الامثلة:
- إل جي
- سوني
- باناسونيك
- سامسونج
- ديل
- إتش بي
- ميكروسوفت
- كوداك
- أبل
- أسوس

ومئات من الشركات الأخرى.